# Phoradendron nitens
Phoradendron nitens är en sandelträdsväxtart som beskrevs av J. Kuijt. Phoradendron nitens ingår i släktet Phoradendron och familjen sandelträdsväxter. Inga underarter finns listade i Catalogue of Life.